# Galeusca - Peuples d'Europe
Galeusca - Peuples d'Europe est une coalition de partis politiques espagnole formée à l'occasion des élections européennes de 2004. Le terme « Galeusca » correspond à « gal » pour Galice, « eus » pour Pays basque, (Euskal Herri en basque) et « ca » pour Catalogne, et renvoie au pacte du même nom qui rassemblaient des nationalistes basques, catalans et galiciens durant la première moitié du XXe siècle.

## Composition
- Catalogne : Convergence et Union (CiU)
- Pays basque et  Navarre : Parti nationaliste basque (PNV/EAJ)
- Galice : Bloc nationaliste galicien (BNG)
- Valence : Bloc nationaliste valencien (BLOC)
- Îles Baléares : PSM - Entente nationaliste (PSM)

## Résultats
La coalition a remporté 5,15 % des voix lors de ces élections à l'échelle nationale et envoyés deux représentants au Parlement européen. 
Dans les communautés concernées par cette candidature, la liste a réalisé les résultats suivant :
- Pays basque : 35,28 %, 1re position
- Catalogne : 17,44 %, 3e
- Galice : 12,32 %, 3e
- Îles Baléares : 3,6 %, 3e
- Valence : 3,33 %, 3e
- Navarre : 2,1 %, 6e